# Obelisco do Vaticano
O Obelisco do Vaticano (em italiano:  Obelisco Vaticano) é um obelisco no centro da Praça de São Pedro no Vaticano. Originalmente do Egito, levado para o Vaticano por Calígula para decorar a "espinha" de seu novo Circo, onde posteriormente seria martirizado São Pedro, motivo pelo qual o obelisco foi mantido, por estar próximo ao local do martírio do apóstolo. É constituída de granito vermelho vindo de Assuão, sua base possuí quatro leões de bronze (de Prospero Antichi) e sua altura é de 40 m contando até a cruz, sendo o segundo maior obelisco de Roma, após o Obelisco Laterano, transportado para Roma três séculos mais tarde.

## Origem do obelisco
O obelisco do Vaticano é desprovido de qualquer registro hieróglifo egípcio, mas possuí em duas das suas faces uma dedicação aos imperadores romanos Augusto e Tibério, feitos por Calígula. O obelisco provavelmente é nativo de Heliópolis (do Templo pilone de Rá), durante o reinado do faraó Amenemés II.

## Transportado para Roma

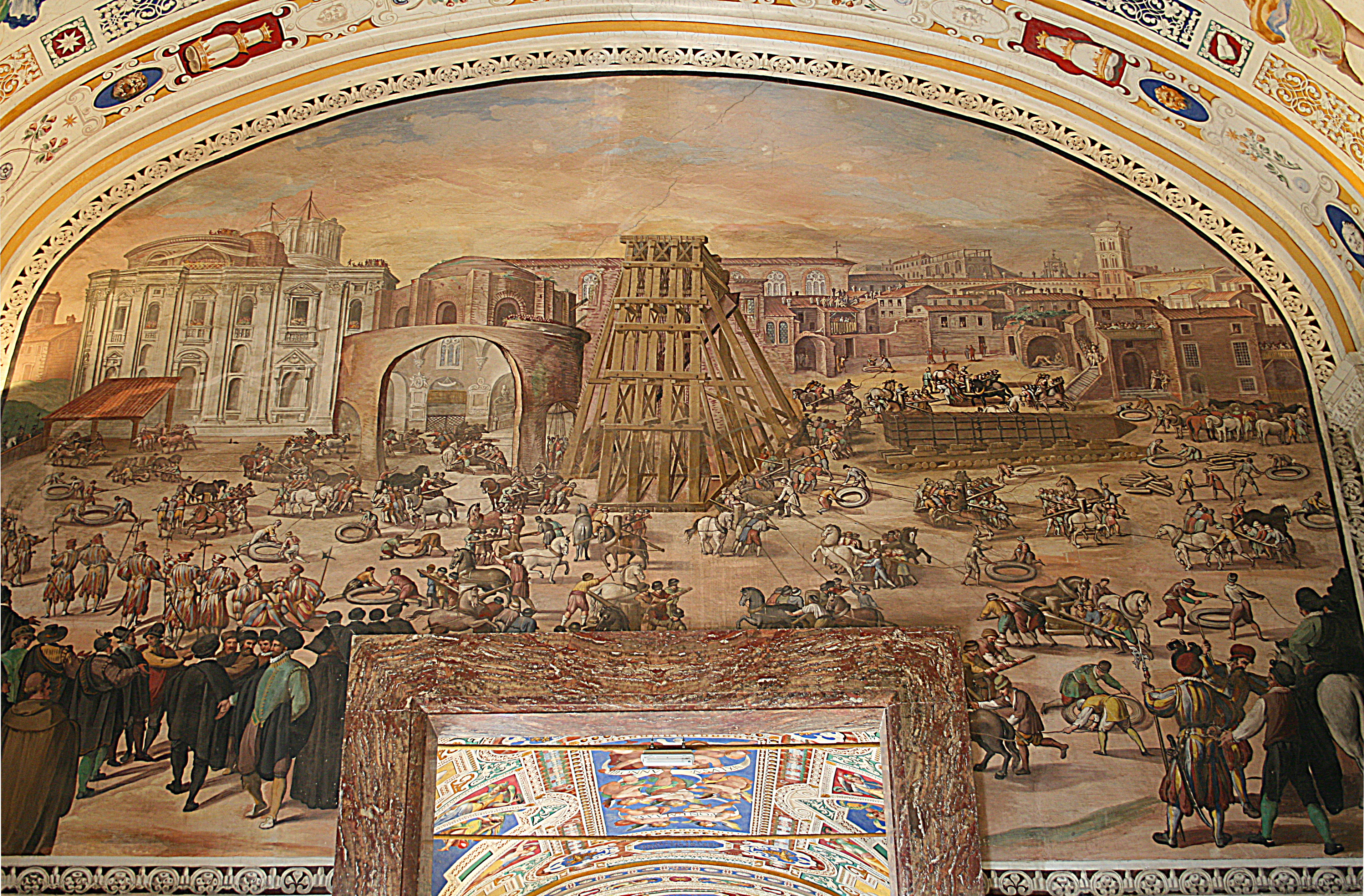
Pintura mural (1685-1688) da Biblioteca Apostólica Vaticana -. Ereção de obelisco na Praça de la Basílica de São Pedro.

Ele foi transportado para Alexandria por Augusto, para um recém-construído Forum Iulii, pois após a conquista do Egito, obeliscos foram erguido em frente de templos e fóruns.
Em seguida, os dados tornam-se seguros, sendo que Calígula em 37, transporta o obelisco para Roma, para se tornar a "espinha" do circo do Vaticano, ou circo de Calígula, então em construção. A localização do circo de Calígula antes da sua demolição é bem conhecida: a sua espinha, incluindo o obelisco que marca o centro, foi localizado a apenas poucos metros a sul da Velha Basílica de São Pedro, construída por doações do imperador Constantino I, toda a parte norte pertence à basílica. O obelisco em si é uma das construções mais antigas de Roma, sendo que nunca caiu. Ele permaneceu erguido em seu lugar de origem, de acordo com a imemorial tradição, próximo ao local do martírio do apóstolo Pedro.

## No centro da Praça de São Pedro

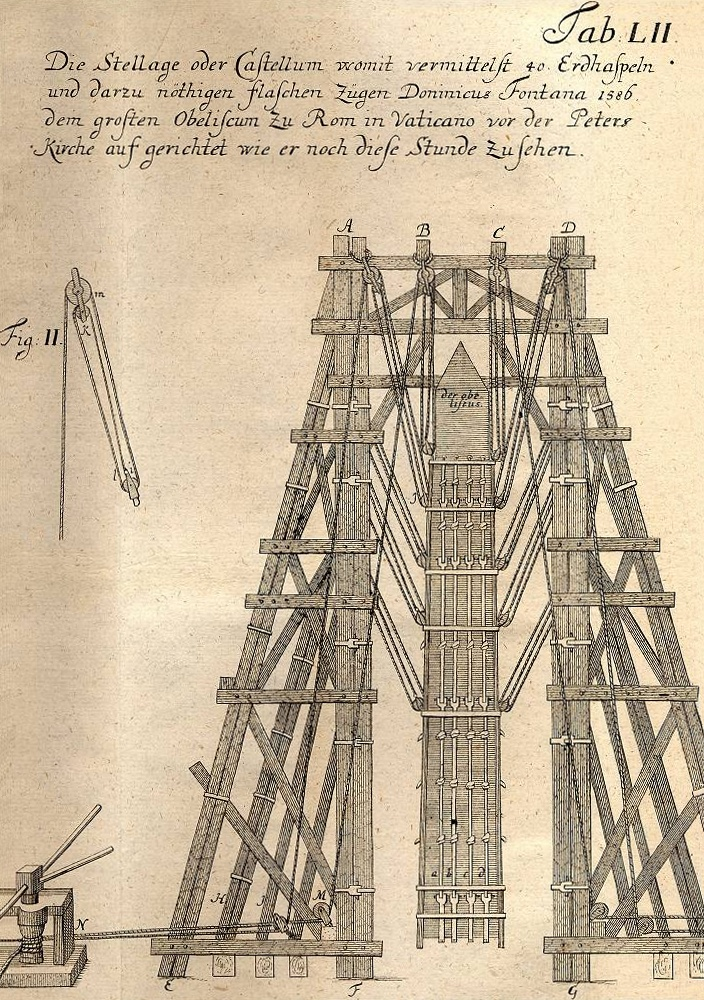
A máquina de Domenico Fontana para mover o obelisco.

Durante a Idade Média, a bola dourada no topo do obelisco possuía as cinzas de Júlio César. O Papa Sixto V removeu o obelisco em 1586 para o centro da Praça de São Pedro, o arquiteto Domenico Fontana construiu máquinas de madeira para transportar o obelisco cerca de 300 metros, sendo preciso mais de novecentos homens para erguê-lo, demorando quatro meses, sendo considerada uma façanha técnica não vista desde a antiguidade. Fontana removeu a antiga bola de metal com as cinzas de César, colocando-a no Museu de Roma, onde está até a atualidade. Um século mais tarde, em 1660, Bernini construiria a Praça de São Pedro no aspecto atual, com duas séries de colunas idênticas no norte e no sul, com o obelisco no centro.